# Officiellt språk
Ett officiellt språk är ett språk som specifikt anges vara ett sådant i länders, delstaters eller i andra områdens konstitutioner eller lagar. De officiella språken används i landets offentliga administration och är de språk som lagar, domar och myndighetsbeslut avfattas på.
I Finlands grundlag och språklag används begreppet ”nationalspråk” av samma betydelse.
I Sverige används begreppet ”officiellt språk” om svenska språket endast ”i internationella sammanhang”. Svenska språket betecknas i andra sammanhang som ”huvudspråk”.

## Officiella minoritetsspråk
I många länder har man fastställt officiella minoritetsspråk. Dessa är inte officiella språk i landet; begreppen skall inte sammanblandas.
I Sverige finns det fem minoritetsspråk som betecknas som ”nationella minoritetsspråk” med vissa särskilda rättigheter för talare av dessa: finska, meänkieli (tornedalsfinska), samiska (sáme-giella), jiddisch och romani chib. Se vidare Språk i Sverige.

## Officiella språk i olika länder
- Afghanistan: dari, pashto[2]
- Belgien: nederländska, franska, tyska.
- Bosnien och Hercegovina: bosniska, serbiska och kroatiska.
  -  Republika Srpska: bosniska, serbiska och kroatiska.
  -  Federationen Bosnien och Hercegovina: bosniska, serbiska och kroatiska.
  -  Brčko: bosniska, serbiska och kroatiska.
- Cypern: grekiska och turkiska
- Danmark: danska är de facto officiellt språk. Tyska är skyddat minoritetsspråk (talas framförallt på Söderjylland).
  -  Färöarna: färöiska och danska
  -  Grönland: grönländska
- Eritrea: tigrinja, engelska och arabiska
- Estland: estniska
- Finland: finska och svenska är nationalspråk. Se vidare Språk i Finland.
  -  Åland: svenska
  -  Samiska är officiellt språk i de tvåspråkiga kommunerna Enare, Enontekis, Utsjoki och Sodankylä kommuner.
- Frankrike: franska
- Georgien: georgiska
  -  Abchaziska autonoma republiken: abchaziska och georgiska
  -  Republiken Abchazien: abchaziska och ryska
- Grekland: grekiska
  -  Athos: koine, kyrkslaviska, grekiska, serbiska, ryska, georgiska, bulgariska och rumänska
- Indien: hindi, bengali, telugu, marathi, tamil, urdu, gujarati, malayalam, kannada, oriya, punjabi, assamese, kashmiri, sindhi och sanskrit. På federal nivå har dock hindi och engelska särställning. Se vidare Språk i Indien.
- Irak: arabiska och kurdiska
- Irland: iriska och engelska
- Island: isländska. Se vidare Språk i Island.
- Israel: hebreiska och arabiska
- Kanada: franska och engelska. Se vidare Språk i Kanada.
  -  Northwest Territories: chipewyan, cree, engelska, franska, gwich’in, inuinnaqtun, inuktitut, inuvialuktun, north slavey, south slavey och tłįchǫ.
  -  Nunavut: engelska, franska, inuinnaqtun och inuktitut.
  -  Québec: franska
- Kazakstan: kazakiska och ryska
- Kina: standardkinesiska
  -  Hongkong: engelska och kinesiska
  -  Macao: portugisiska och kinesiska
- Kirgizistan: kirgiziska och ryska
- Kroatien: kroatiska
  -  Istrien: kroatiska och italienska
- Moldavien: moldaviska (rumänska), ryska och ukrainska
- Montenegro: montenegrinska, serbiska, bosniska, albanska och kroatiska
- Nederländerna: nederländska är det officiella språket. Det kallas även för holländska men det är dock bara en dialekt som pratas mellan Amsterdam och Haag. Franska
  -  Aruba: nederländska och papiamento
- Norge: bokmål och nynorska (två olika skriftsystem för norskan). Nationella minoritetsspråk är kvänska (dessutom officiellt språk i Porsanger kommun), romani och norsk romani.
  -  Samiska är officiellt språk, vid sidan av norskan, i kommunerna Kautokeino, Karasjok, Kåfjords kommun, Lavangen, Nesseby, Porsanger, Tana, Tysfjord och Snåsa kommuner.
- Portugal har portugisiska som officiellt språk för hela landet och mirandesiska som regionalt officiellt språk
- Ryssland har ryska som officiellt språk för hela federationen och därtill ett flertal regionala officiella språk
  -  Provisoriska Administrationen för Sydossetien: ossetiska och georgiska
  -  Republiken Sydossetien: ossetiska och ryska
  -  Tjetjenien: tjetjenska och ryska
- Schweiz: tyska, franska, italienska och rätoromanska.
- Serbien: serbiska
  -  Kosovo: albanska och serbiska
  -  Vojvodina: serbiska, ungerska, slovakiska, rumänska, kroatiska och rusinska.
    -  Novi Sad: serbiska, ungerska, slovakiska och rusinska
- Singapore: engelska, standardkinesiska, malajiska och tamil
- Somalia: somaliska (officiellt språk), arabiska (andraspråk)
- Somaliland: Somaliska, Arabiska (andraspråk)
- Spanien: spanska
  -  Baskien: baskiska och spanska
  -  Galicien: galiciska och spanska
  -  Katalonien: katalanska, spanska och aranesiska
  -  Navarra: spanska, samt baskiska i norra delen
  -  Valencia: spanska och valencianska
- Sri Lanka: singalesiska, tamil och engelska
- Storbritannien (se Språk i Storbritannien) har inget officiellt språk, även om engelska i praktiken fungerar som ett sådant. Engelska är emellertid officiellt språk i flera områden utanför Europa som tillhör Storbritannien. Däremot finns fem officiella landsdelsspråk eller minoritetsspråk enligt Europarådets stadga om landsdels- eller minoritetsspråk: kymriska (som jämte engelska är officiellt språk i Wales), skotsk gaeliska (i Skottland), lågskotska (i Skottland och Nordirland), iriska (i Nordirland) och korniska (i Cornwall).
  - Kanalöarna: franska och engelska.
    - På  Guernsey är dessutom guernésiais erkänt landsdelsspråk.
    - På  Jersey är dessutom  jèrriais erkänt landsdelsspråk.

  -  Isle of Man: engelska. Manx är erkänt landsdelsspråk.
  -  Pitcairnöarna: engelska. Pitcairnesiska är erkänt landsdelsspråk.
- Sverige: svenska är huvudspråk. Därutöver finns fem officiella minoritetsspråk: finska, meänkieli, samiska (sáme-giella), jiddisch och romani chib. Se vidare Språk i Sverige.
- Sydafrika: afrikaans, engelska, sydndebele, pedi, sotho, swazi, tsonga, tswana, venda, xhosa, zulu. Se vidare Språk i Sydafrika.
- Tyskland: tyska är officiellt språk och danska, lågtyska, sorbiska, romani och frisiska är officiella minoritetsspråk.
- Ukraina: har endast ukrainska som officiellt språk, men det är bara modersmål för 61% av befolkningen. Ryska är inte officiellt språk trots det att det är modersmål för 31% av befolkningen, och är andraspråk för betydligt fler. Det är framför allt de östra och södra delarna av landet som har ryskspråkig befolkning.
- USA har inget officiellt språk för hela unionen, även om engelska fungerar som det i praktiken.  Många delstater har dock infört engelskan som officiellt språk, i vissa fall tillsammans med ytterligare något språk. Närhelst ett delstatligt regelverk om officiella språk prövats i USA:s högsta domstol har det förklarats för författningsvidrigt och upphävts.
- Vatikanstaten: latin och italienska
- Vitryssland: vitryska och ryska
- Österrike: tyska är officiellt språk och slovenska, kroatiska och ungerska är officiella minoritetsspråk.

## Officiella språk i internationella organisationer
- Afrikanska unionen: arabiska, engelska, franska, portugisiska, spanska och swahili
- Europeiska unionen: bulgariska, danska, engelska, estniska, finska, franska, grekiska, iriska, italienska, kroatiska, lettiska, litauiska, maltesiska, nederländska, polska, portugisiska, rumänska, slovakiska, slovenska, spanska, svenska, tjeckiska, tyska och ungerska.[3]
- Förenta Nationerna: arabiska, engelska, franska, kinesiska, ryska och spanska.
- Latinska unionen: franska, italienska, katalanska, portugisiska, rumänska och spanska.